# Wilfrid Laurier
Wilfrid Laurier (ur. 20 listopada 1841 w St. Lin w Quebecu, zm. 17 lutego 1919 w Ottawie) – kanadyjski polityk, premier Kanady  w latach 1896–1911, pierwszy frankofon na tym stanowisku. Sprawował władzę z ramienia partii liberalnej. Uznawany za jednego z najwybitniejszych mężów stanu Kanady. Był twórcą tradycyjnych kanadyjskich norm politycznych i społecznych, opierających się na umiarkowaniu i kompromisie.

## Życiorys
Ukończył studia na wydziale prawa Uniwersytetu McGilla w Montrealu. W młodości był członkiem radykalnego frankofońskiego ruchu rouge. Później wstąpił do Partii Liberalnej. W 1874 po raz pierwszy wybrany został do Izby Gmin Parlamentu Kanady. Wkrótce wysunął się na czoło partii, budując jej popularność. W 1886 doprowadził Partię Liberalną do zwycięstwa. Jego partia utrzymała władzę w czterech kolejnych parlamentach.
Pierwszym jego posunięciem jako nowego premiera było kompromisowe rozwiązanie kryzysu szkolnego w Manitobie, czym zjednał sobie katolicką i frankofońską mniejszość. Tym samym zapoczątkował typową dla kanadyjskiej kultury politycznej skłonność do łagodzenia konfliktów etnicznych i kulturowych. W polityce międzynarodowej dążył do uwolnienia się Kanady spod wpływów brytyjskich. Spowodował polityczne i gospodarcze zbliżenie ze Stanami Zjednoczonymi. Zapoczątkował w ten sposób powolny proces odchodzenia Kanady z brytyjskiej strefy wpływów w kierunku polityki "kontynentalizmu".
W czasie sprawowania rządów przez Lauriera Kanada weszła w okres intensywnej industrializacji i kapitalizacji, szybko stając się jedną z przodujących gospodarek świata. W okresie sprawowania władzy przez liberałów sukcesem zakończył się projekt budowy Kolei Transkanadyjskiej.
Wprowadził on do Konfederacji dwie nowe prowincje (Saskatchewan i Albertę) oraz jedno terytorium (Jukon, wydzielone z Terytoriów Północno-Zachodnich).
Utracił fotel premiera w wyniku wyborów z 1911. Bezpośrednim powodem była kontrowersja związana z porozumieniami handlowymi między Kanadą a Stanami Zjednoczonymi, faworyzującymi sektor rolniczy a zaniedbującymi handel i przemysł.
Po przegranych wyborach pozostał czołowym politykiem opozycji. Był przeciwny udziałowi Kanady w I wojnie światowej. Jego stanowisko doprowadziło w 1917 do kryzysu mobilizacyjnego.
Został pochowany na Notre Dame Cemetery w Ottawie.